# حسن رضوان (معماري)
حسن رضوان معماري مغربي ينحدر من مدينة فاس، وهو كاتب، ناقد وباحث في مجال العمارة المستدامة في منطقة إفريقيا والشرق الأوسط.

## مساره الدراسي والمهني
سلك حسن رضوان مسارا دراسيا حافلا بين المغرب، المملكة المتحدة والولايات المتحدة، إذ حصل على: دبلوم مهندس معماري من المدرسة الوطنية للهندسة المعمارية بالرباط، المغرب سنة 1993، ماستر من Prince of Wales Institute of Architecture في المملكة المتحدة سنة 1997، ماستر من جامعة بينسيلفينيا بالولايات المتحدة سنة 2003، وأخيرا دكتوراه من جامعة بنسيلفينيا بالولايات المتحدة سنة 2006.
أما على الصعيد المهني، فقد شغل منصب رئيس قسم الهندسة المعمارية بجامعة الشارقة من 2008 إلى 2013، مدير المدرسة الوطنية للهندسة المعمارية بالرباط من 2013 إلى 2017، ويشغل حاليا منصب رئيس قسم الهندسة المعمارية بجامعة محمد السادس التقنية متعددة التخصصات في ابن جرير، المغرب.
كما يعمل مستشارا في عدة منظمات دولية، منها اليونيسكو ، برنامج الأمم المتحدة للمستوطنات البشرية، مؤسسة تحدي الألفية، والمركز الدولي لدراسة صون وترميم الممتلكات الثقافية.

## مؤلفاته

### مقالات
- «المدينة الجامعة: نحو تعريف جديد للمدينة بالمغرب».[4]
- «الصمود الثقافي في العمران المعاصر: مدينة الشارقة» [5]
- «الحداثة والمجال: شمال إفريقيا -» عبقرية مكان«متوسطية» [6]
- «الإقليمية الفرنسية والتعمير: الجنرال ليوطي والمعماري بروست في المغرب» [7]
- «المدينة: تطور صنف حضري» [8]

### كتب
- «العمارة المجالية: التصميم في الشرق الأوسط»: "Architecture in Context : Designing in the Middle East " [9]